# Tempête Gunter
Pour les articles homonymes, voir Tempête (homonymie).
La Tempête Gunter est une dépression qui a balayé le nord-ouest de la France. Elle fait un mort et un blessé à Hendaye (Pyrénées-Atlantiques) par une forte vague. Dans la même semaine, la France est touchée par une plus puissante tempête (Joachim) dans la nuit du 15 au 16 décembre 2011.

## Rafales enregistrées
| Ville               | Vitesse des rafales |
| ------------------- | ------------------- |
| Pointe de Chémoulin | 137 km/h            |
| Belle-île           | 128 km/h            |
| Chemoulin           | 126 km/h            |
| Île de groix        | 120 km/h            |
| Ouessant            | 118 km/h            |
| L'Ile-d'Yeu         | 116 km/h            |
| Cap Gris-Nez        | 114 km/h            |
| Pointe du raz       | 111 km/h            |
| Noirmoutier         | 100 km/h            |
| Boulogne-sur-Mer    | 100 km/h            |